# Ingrid Landmark Tandrevold
Ingrid Landmark Tandrevold (Bærum, 23 september 1996) is een Noorse biatlete. Ze vertegenwoordigde haar vaderland op de Olympische Winterspelen 2018 in Pyeongchang.

## Carrière
Bij haar wereldbekerdebuut, in maart 2016 in Chanty-Mansiejsk, scoorde Tandrevold direct wereldbekerpunten. In december 2017 behaalde de Noorse in Hochfilzen haar eerste toptienklassering in een wereldbekerwedstrijd. Tijdens de Olympische Winterspelen van 2018 in Pyeongchang eindigde ze als 43e op de 15 kilometer individueel, als 59e op de 7,5 kilometer sprint en als 42e op de 10 kilometer achtervolging. Op de estafette eindigde ze samen met Synnøve Solemdal, Tiril Eckhoff en Marte Olsbu op de vierde plaats.
In januari 2019 stond Tandrevold in Ruhpolding voor de eerste maal in haar carrière op het podium van een wereldbekerwedstrijd. Op de wereldkampioenschappen biatlon 2019 in Östersund veroverde ze de zilveren medaille op de 7,5 kilometer sprint. Daarnaast eindigde ze als achtste op de 10 kilometer achtervolging, als elfde op de 12,5 kilometer massastart en als achttiende op de 15 kilometer individueel. Samen met Synnøve Solemdal, Tiril Eckhoff en Marte Olsbu Røiseland werd ze wereldkampioen op de estafette. In Antholz nam de Noorse deel aan de wereldkampioenschappen biatlon 2020. Op dit toernooi eindigde ze als 57e op de 7,5 kilometer sprint, als veertiende op de 10 kilometer achtervolging en als zestiende op zowel de 15 kilometer individueel als de 12,5 kilometer achtervolging. Op de estafette prolongeerde ze samen met Synnøve Solemdal, Tiril Eckhoff en Marte Olsbu Røiseland de wereldtitel.

## Resultaten

### Biatlon

#### Olympische Winterspelen
| Jaar | Plaats      | Onderdeel   | Onderdeel | Onderdeel     | Onderdeel  | Onderdeel | Onderdeel          |
| Jaar | Plaats      | Individueel | Sprint    | Achtervolging | Massastart | Estafette | Gemengde estafette |
| ---- | ----------- | ----------- | --------- | ------------- | ---------- | --------- | ------------------ |
| 2018 | Pyeongchang | 43e         | 59e       | 42e           | –          | 4e        | –                  |
| 2022 | Peking      | 8e          | 5e        | 14e           | –          | –         | –                  |

#### Wereldkampioenschappen
| Jaar | Plaats    | Onderdeel   | Onderdeel | Onderdeel     | Onderdeel  | Onderdeel | Onderdeel          | Onderdeel                 |
| Jaar | Plaats    | Individueel | Sprint    | Achtervolging | Massastart | Estafette | Gemengde estafette | Single gemengde estafette |
| ---- | --------- | ----------- | --------- | ------------- | ---------- | --------- | ------------------ | ------------------------- |
| 2019 | Östersund | 18e         | Zilver    | 8e            | 11e        | Goud      | –                  | –                         |
| 2020 | Antholz   | 16e         | 57e       | 14e           | 16e        | Goud      | –                  | –                         |
| 2021 | Pokljuka  | Brons       | 21e       | 10e           | Zilver     | Goud      | –                  | –                         |
| 2023 | Oberhof   | 11e         | 14e       | 4e            | Zilver     | 6e        | Goud               | –                         |

#### Wereldbeker
Eindklasseringen
| Seizoen   | Algemeen | Individueel | Sprint | Achtervolging | Massastart |
| --------- | -------- | ----------- | ------ | ------------- | ---------- |
| 2015/2016 | 85e      | –           | 80e    | 80e           | –          |
| 2017/2018 | 40e      | 35e         | 37e    | 36e           | –          |
| 2018/2019 | 11e      | 8e          | 11e    | 19e           | 6e         |
| 2019/2020 | 7e       | 11e         | 11e    | Brons         | 13e        |
| 2020/2021 | 8e       | 11e         | 10e    | 12e           | Goud       |
| 2021/2022 | 15e      | 7e          | 22e    | 15e           | 5e         |
| 2022/2023 | 6e       | 4e          | 10e    | 6e            | 12e        |

Wereldbekerzeges
| Nr.         | Datum            | Plaats         | Onderdeel          |
| Individueel | Individueel      | Individueel    | Individueel        |
| ----------- | ---------------- | -------------- | ------------------ |
| 1.          | 21 maart 2021    | Östersund      | 12,5 km massastart |
| 2.          | 8 december 2023  | Hochfilzen     | 7,5 km sprint      |
| Estafettes  |                  |                |                    |
| 1.          | 27 november 2017 | Östersund      | Gemengde estafette |
| 2.          | 16 maart 2019    | Östersund (WK) | 4x6 km estafette   |
| 3.          | 8 december 2019  | Östersund      | 4x6 km estafette   |
| 4.          | 14 december 2019 | Hochfilzen     | 4x6 km estafette   |
| 5.          | 11 januari 2020  | Oberhof        | 4x6 km estafette   |
| 6.          | 17 januari 2020  | Ruhpolding     | 4x6 km estafette   |
| 7.          | 22 februari 2020 | Antholz (WK)   | 4x6 km estafette   |
| 8.          | 7 maart 2020     | Nové Město     | 4x6 km estafette   |
| 9.          | 12 december 2020 | Hochfilzen     | 4x6 km estafette   |
| 10.         | 20 februari 2021 | Pokljuka (WK)  | 4x6 km estafette   |
| 11.         | 8 januari 2022   | Oberhof        | Gemengde estafette |
| 12.         | 22 januari 2022  | Antholz        | 4x6 km estafette   |
| 13.         | 3 maart 2022     | Kontiolahti    | 4x6 km estafette   |
| 14.         | 13 maart 2022    | Otepää         | Gemengde estafette |
| 15.         | 8 januari 2023   | Pokljuka       | Single-Mixed-Relay |
| 16.         | 14 januari 2023  | Ruhpolding     | 4x6 km estafette   |
| 17.         | 11 maart 2023    | Oestersund     | 4x6 km estafette   |
| 18.         | 29 november 2023 | Oestersund     | 4x6 km estafette   |
| 19.         | 10 december 2023 | Hochfilzen     | 4×6 km estafette   |

### Langlaufen

#### Overige resultaten
| Nr.         | Datum         | Plaats      | Wedstrijd            | Onderdeel                      |
| 3e plaatsen | 3e plaatsen   | 3e plaatsen | 3e plaatsen          | 3e plaatsen                    |
| ----------- | ------------- | ----------- | -------------------- | ------------------------------ |
| 1.          | 12 april 2019 | Hafjell     | Red Bull Janteloppet | 30 km vrije stijl (massastart) |